# Diuron
Le diuron (de nom IUPAC, 3-(3,4-dichlorophényl)-1,1-diméthyl-urée) est un biocide (très utilisé dans les antifouling et d'autres peintures dites antisalissantes ; et un produit phytosanitaire (pesticide ayant un effet herbicide). C'est un polluant courant de la pluie et des eaux de ruissellement ou des eaux portuaires. En inhibant le transfert d'électrons entre les quinones A et B, il empêche la photosynthèse en bloquant le photosystème II dont la structure est proche chez la plupart des organismes photosynthétiques, ce qui fait qu'en cas de contamination de l'environnement, le Diuron peut tuer ou inhiber de nombreuses plantes et algues qui n'étaient pas ciblées par le produit. Il n'affecte d'ailleurs pas que les algues ; il semble reprotoxique (en inhibant la production de spermatozoïdes). Interdit en France en agriculture (depuis 2003), il a encore de nombreux autres usages, dont en association avec un autre biocide posant des problèmes d'écotoxicité : l'irgarol. 

## Usages
Le diuron a été d'abord très utilisé comme désherbant pour tuer les graminées indésirables et d'autres adventices annuelles et persistantes à feuilles larges, dont en viticulture notamment. 
On l'utilise aussi dans les jardins et pour désherber les bords de routes ou les voies ferrées et comme produit antimousse et algicide pour détruire les mousses et microalgues poussant sur les toitures, terrasses, sols de pavés autobloquants, etc.
On l'utilise enfin massivement dans certaines peintures marines antifooling et peintures antisalissures à l'extérieur des bâtiments

## Quantités produites
À titre d'exemple, en 1998, l'Europe comptait 19 producteurs/fournisseurs de diuron et environ 133 tonnes de matière active avaient été fabriqués en France en 1997.

## Réglementation

### Historique du statut réglementaire dans l'Union européenne et en France
- L’Union européenne avait interdit cette substance en 2007 par la décision 2007/417/CE[6] à la suite de l'examen relatif à l'inscription à l’annexe I de la directive 91/414/CEE. Elle a ensuite été autorisée en 2008 à la suite de la décision 2008/91/CE du 29 septembre 2008[7] mais relève des substances dangereuses qui seront progressivement interdites[8],[9]. Cette autorisation de mise sur le marché a été décidée en dépit de sa toxicité pour l'Homme et l'environnement.
- La France a interdit cette substance en 2002 pour les usages non-agricoles entre le 1er novembre et le 1er mars[5]. Le 30 juin 2003, il a été interdit pour les usages agricoles. 
Il est encore utilisé comme anti-algue et anti-mousse dans les peintures de façades ou certains produits de nettoyage, ainsi que dans de nombreux antifoulings qui en relarguent une grande partie dans les eaux marines[10].

### Statut réglementaire actuel
Sur le plan de la réglementation des produits phytopharmaceutiques :
- Dans l'Union européenne : cette substance active est autorisée à la suite de la décision 2008/91/CE du 29 septembre 2008 ;
- En France : cette substance active n'est pas autorisée dans la composition de préparations bénéficiant d’une autorisation de mise sur le marché. L'avis paru au Journal officiel du 4 septembre 2007 retire les autorisations de mise sur le marché des produits phytopharmaceutiques contenant du diuron, pour tous les usages agricoles, en fixant les délais d'écoulement des stocks que ce soit pour la distribution, jusqu'au 30 mai 2008, ou l'utilisation, jusqu'au 13 décembre 2008, des stocks existants[11].

## Caractéristiques chimiques
De la famille des phénylamines  (ou alogénophénylurées (N-(3,4-dichlorophényl)-N’-(diméthyl)-urée), il appartient à la sous-classe des phénylurées et au groupe des urées substituées qui appartient lui-même à la vaste famille chimique des pesticides, elle-même classée parmi les biocides.
Son activité phytocide vient du fait qu'à très faible dose, il inhibe la production photosynthétique de dioxygène en bloquant le transfert des électrons au niveau du photosystème II de la photosynthèse. A des doses plus importantes, il a aussi des effets sur d'autres organismes, y compris animaux.
Sa solubilité dans l’eau (42 ppm) est moyenne mais suffisante pour qu'on le trouve dans les eaux superficielles ou de nappes, ou après évaporation dans les pluies, brumes, brouillards et rosées, et en mer.
Son temps de demi-vie dans les sols serait d'environ un an (372 jours), mais des variations importantes semblent possibles en fonction de la nature du sol (pH, oxygénation, richesse en matière organique et en organismes microbiens vivants, humidité, altitude, exposition au soleil ou non, etc.). 

Dans l'environnement aérien, l'oxydation par l'air ou l'ozone et la dégradation par photochimie semblent le dégrader lentement.  

Dans le sol et les sédiments (fluviaux, marins et estuariens, mais aussi des mares agricoles, ou dans leurs boues de curage, souvent anoxiques) il pourrait persister plus longtemps avant minéralisation complète. Il se fixe bien sur la matière organique (sa lixiviation dans les nappes n'est significative que quand le sol est pauvre en matière organique, ou à partir de 25 cm de profondeur, là où le taux de matière organique diminue naturellement) .
Plusieurs études ont trouvé des présences significatives de diuron dans les eaux douces et marines (dans ce dernier cas, il peut provenir des antifoulings mais aussi pour partie être d'origine terrestre via un apport par les fleuves, par l'air ou la pluie).

## Polluant

### Toxicologie
Absorbé par inhalation ou contact, il peut induire des dermites irritatives, de légères brûlures et des irritations oculaires, ainsi qu'une sensibilisation cutanée en cas de contacts répétés. 

L'ingestion induit des brûlures digestives, des vomissements et diarrhées au-delà de 50 g ingérés par un adulte. 

Un risque d'« acné chlorique » du visage pourrait être expliqué par les impuretés chlorobenzéniques (Tétrachloroazobenzène) qui l'accompagnent, ce qui peut aussi laisser supposer une cancérogénicité.

### Santé reproductive
Des effets délétères ont été détectés sur le spermatozoïde humain, et plus encore à la suite d'une exposition à l'un de ses sous-produits de dégradation, la 3,4-dichloroaniline (3,4-DCA) qui le tue après 30 minutes ou 24 heures respectivement pour des doses de 5 mM et 1 mM de 3,4-DCA pour 250 μl.. D'autres produits de dégradation du Diuron pourraient avoir des impacts à la fois toxiques et écotoxiques : 
- N-(3,4 dichlorophényl)-N-(méthyl)-urée (DCPMU) ;
- N-(3,4 dichlorophényl)-urée (DCPU).

### Écotoxicologie
Depuis la fin du XXe siècle, ce produit est assez répandu dans l'environnement aérien, agricole, urbain, portuaire et marin. 
Il a notamment été retrouvé dans la pluie en quantité significatives (dans les années 1990, c'était l'un des pollluants pesticides les plus présents dans les pluies).
IL est omniprésent dans les eaux portuaires, et fréquent dans des espaces marins un peu plus larges tels que les lagunes ou baies, comme dans le Bassin d'Arcachon en France : là, au début des années 2000, un bruit de fond de contamination par le Diuron était enregistré la majeure partie de la saison touristique estivale ; c'était l'une des molécules pesticides les plus souvent retrouvée dans l'eau, les sédiments et les huîtres (17 % des huitres en contenait avec jusqu'à 1,5 µg/kg en poids sec sur la station de comprian), avec l'Irgarol (autre biocide présent dans les antifoulings, souvent associé au diuron et fréquemment retrouvée dans le Bassin d'Arcachon),. 

En rade de Brest en 2003-2004, de taux élevés de diuron (environ huit fois plus que d'Irgarol) ont été trouvés, avec selon l'IFREMER, des teneurs grimpant à 6,7 μg·L-1 dans des marinas ou d'autres zones portuaires. Ces chiffres ne sont probablement pas des maxima, car les mesures sont rares. Ils sont cependant déjà assez élevés pour induire un effet sur le phytoplancton, et peut-être dans ces zones sur toute la chaine alimentaire. Ces teneurs dépassent, et de très loin, les normes européennes de potabilité pour l'eau douce. Des moules et huîtres ou coquilles Saint-Jacques peuvent croître à proximité ou en aval de ces zones polluées et être commercialisées.
Le Diuron semble pouvoir affecter négativement les écosystèmes, les habitats et les espèces de plusieurs manières.
En particulier, sa décomposition par le feu conduit à des gaz, fumées et cendres hautement toxiques.
Dans le sol, il peut être solubilisé dans l'eau ou interagir avec la matière organique, dont celle apportée par les amendements agricoles.
Il modifie les biofilms algo-bactériens des cours d'eau qui sont aussi des biointégrateurs et « sentinelles des rivières », notamment en zone de vignobles (pesticides qui peuvent eux-mêmes modifier la composition du biofilm).

Après l'interdiction du TBT dans les antifoulings, et depuis les années 1990, l'irgarol et le diuron (le premier semblant plus toxique que le second) sont devenus parmi les substituts les plus employés pour les composés organostanniques, mais d'autres alternatives sont recherchées et testées. Il a été montré que ces deux molécules agissent synergiquemnet en aggravant leurs effets toxiques respectifs.